# 54693 Garymyers
54693 Garymyers è un asteroide della fascia principale. Scoperto nel 2001, presenta un'orbita caratterizzata da un semiasse maggiore pari a 2,3519422 UA e da un'eccentricità di 0,1764999, inclinata di 3,60242° rispetto all'eclittica.